# Kingston Technology

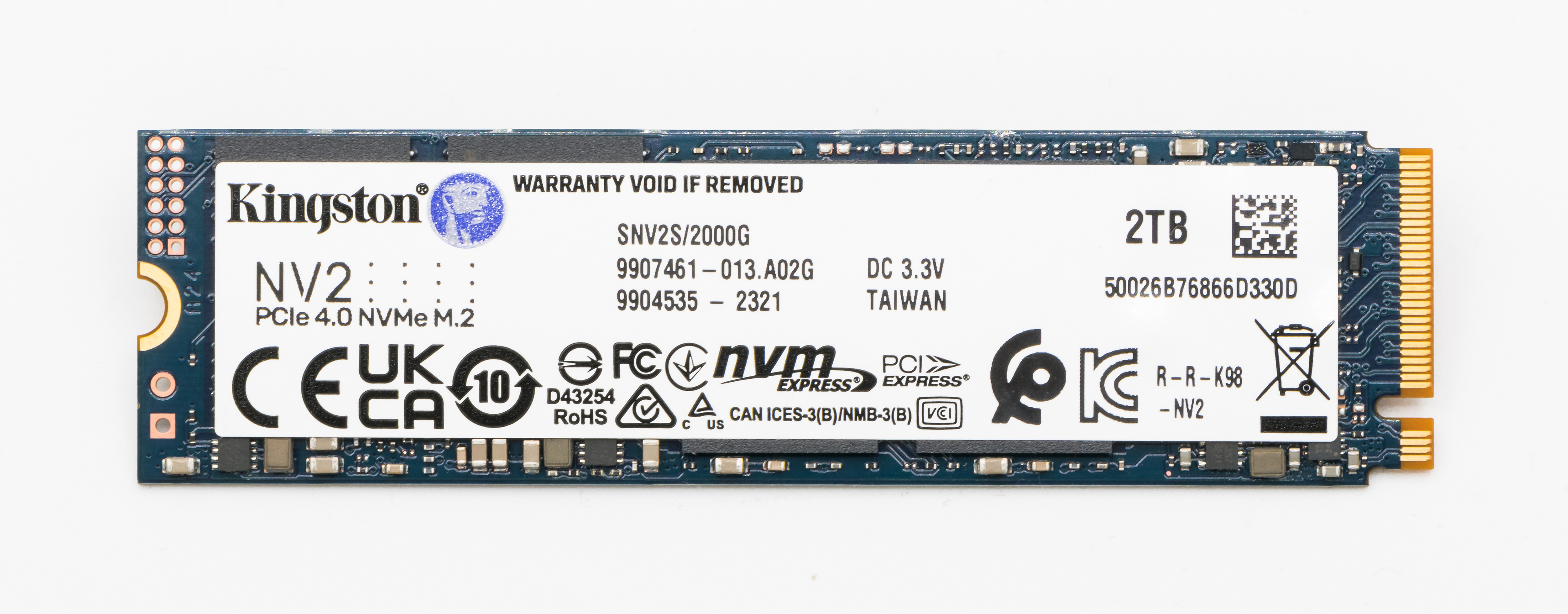
Napęd SSD produkcji Kingston Technology

Kingston Technology Corporation – amerykańskie przedsiębiorstwo zajmujące się opracowywaniem, produkcją, sprzedażą i serwisem pamięci komputerowych. Siedziba przedsiębiorstwa znajduje się w Fountain Valley, w stanie Kalifornia. 
Przedsiębiorstwo Kingston Technology zostało założone przez tajwańskiego imigranta, Johna Tu. Kingston posiada zaplecze produkcyjne i logistyczne w Stanach Zjednoczonych, Wielkiej Brytanii, Irlandii, Republice Chińskiej oraz w Chinach.
Kingston Technology Corporation jest największym niezależnym producentem modułów pamięci DRAM, posiada obecnie 64,7% udziału w rynku DRAM na świecie.
W 2015 roku magazyn Forbes umieścił Kingston Technology Corporation na 54. miejscu wśród „500 największych przedsiębiorstw prywatnych w Stanach Zjednoczonych”.